# Costa de Marfil en los Juegos Olímpicos de Atenas 2004
Costa de Marfil estuvo representada en los Juegos Olímpicos de Atenas 2004 por cinco deportistas, dos hombres y tres mujeres, que compitieron en tres deportes.
La portadora de la bandera en la ceremonia de apertura fue la practicante de taekwondo Mariam Bah. El equipo olímpico marfileño no obtuvo ninguna medalla en estos Juegos.